# Püha Tõnu kiusamine
Püha Tõnu kiusamine är en estnisk-finländsk-svensk dramafilm från 2009 i regi av Veiko Õunpuu. Filmen var Estlands bidrag till Oscarsgalan 2010, men gick inte vidare till slutomgången.